# Europa Verde
A Europa Verde (em italiano:  Europa Verde, EV) é um partido político de Itália, de uma linha ecologista, progressista, europeísta e feminista.
O movimento ecologista em Itália apareceu na década de 1980, inicialmente, através das Listas Verdes, que, nas eleições de 1987, conquistou 2,5% dos votos e, assim, emergiu no panorama político nacional.
Em 1989, nas eleições europeias, o movimento ecologista cresceu, com duas listas ecologistas (Listas Verdes e Verdes - Arco Íris), ao conquistar, cerca de, 6% dos votos.
Em 1990, as diversas listas verdes e movimentos ecologistas fundiram-se para dar origem à Federação dos Verdes. Até 2008, os Verdes tornaram-se um partido com relativa influência, conseguindo, por norma, 2% dos votos, chegando ao governo por diversas vezes, em coligações de centro-esquerda.
Em 2019, a histórica Federação dos Verdes uniu-se a diversos movimentos e partidos ecologistas para dar origem à Europa Verde, com objetivo de apresentar uma candidatura ecologista às eleições europeias de 2019. A Europa Verde viria a substituir a Federação dos Verdes e em 2022 viria a formar uma aliança eleitoral com a Esquerda Italiana e dar origem à Aliança Verde-Esquerda.

## Resultados eleitorais

### Eleições legislativas

#### Câmara dos Deputados
| Data | CI.                      | Votos                    | %                        | +/-                      | Deputados | +/-     | Status            |
| ---- | ------------------------ | ------------------------ | ------------------------ | ------------------------ | --------- | ------- | ----------------- |
| 1987 | 8.º                      | 969 218                  | 2,5 / 100,0              |                          | 13 / 630  |         | Oposição          |
| 1992 | 9.º                      | 1 093 995                | 2,8 / 100,0              | 0,3                      | 16 / 630  | 3       | Oposição          |
| 1994 | 9.º                      | 1 047 268                | 2,7 / 100,0              | 0,1                      | 11 / 630  | 5       | Oposição          |
| 1996 | 9.º                      | 938 665                  | 2,5 / 100,0              | 0,2                      | 14 / 630  | 3       | Governo           |
| 2001 | O Girassol               | O Girassol               | O Girassol               | O Girassol               | 8 / 630   | 6       | Oposição          |
| 2006 | 10.º                     | 784 803                  | 2,1 / 100,0              |                          | 15 / 630  | 7       | Governo           |
| 2008 | A Esquerda - O Arco-Íris | A Esquerda - O Arco-Íris | A Esquerda - O Arco-Íris | A Esquerda - O Arco-Íris | 0 / 630   | 15      | Extra-parlamentar |
| 2013 | Revolução Civil          | Revolução Civil          | Revolução Civil          | Revolução Civil          | 0 / 630   | Estável | Extra-parlamentar |
| 2018 | Juntos                   | Juntos                   | Juntos                   | Juntos                   | 0 / 630   | Estável | Extra-parlamentar |
| 2022 | Aliança Verde-Esquerda   | Aliança Verde-Esquerda   | Aliança Verde-Esquerda   | Aliança Verde-Esquerda   | 7 / 400   | 7       | Oposição          |

#### Senado da República
| Data | CI.                      | Votos                    | %                        | +/-                      | Senadores | +/-     | Status            |
| ---- | ------------------------ | ------------------------ | ------------------------ | ------------------------ | --------- | ------- | ----------------- |
| 1987 | 9.º                      | 643 182                  | 2,0 / 100,0              |                          | 1 / 315   |         | Oposição          |
| 1992 | 8.º                      | 1 027 303                | 3,1 / 100,0              | 1,1                      | 4 / 315   | 3       | Oposição          |
| 1994 | Progressistas            | Progressistas            | Progressistas            | Progressistas            | 7 / 315   | 3       | Oposição          |
| 1996 | A Oliveira               | A Oliveira               | A Oliveira               | A Oliveira               | 14 / 315  | 7       | Governo           |
| 2001 | A Oliveira               | A Oliveira               | A Oliveira               | A Oliveira               | 8 / 315   | 6       | Oposição          |
| 2006 | Juntos pela União        | Juntos pela União        | Juntos pela União        | Juntos pela União        | 11 / 315  | 3       | Governo           |
| 2008 | A Esquerda - O Arco-Íris | A Esquerda - O Arco-Íris | A Esquerda - O Arco-Íris | A Esquerda - O Arco-Íris | 0 / 315   | 11      | Extra-parlamentar |
| 2013 | Revolução Civil          | Revolução Civil          | Revolução Civil          | Revolução Civil          | 0 / 315   | Estável | Extra-parlamentar |
| 2018 | Juntos                   | Juntos                   | Juntos                   | Juntos                   | 0 / 315   | Estável | Extra-parlamentar |
| 2022 | Aliança Verde-Esquerda   | Aliança Verde-Esquerda   | Aliança Verde-Esquerda   | Aliança Verde-Esquerda   | 1 / 200   | 1       | Oposição          |

### Eleições europeias
| Data | CI.                            | Votos                          | %                              | +/-                            | Deputados | +/-     | Nota               |
| ---- | ------------------------------ | ------------------------------ | ------------------------------ | ------------------------------ | --------- | ------- | ------------------ |
| 1989 | 6.º                            | 1 317 119                      | 3,8 / 100,0                    |                                | 3 / 81    |         | Listas Verdes      |
| 1989 | 8.º                            | 830 980                        | 2,4 / 100,0                    |                                | 2 / 81    |         | Verdes - Arco Íris |
| 1994 | 8.º                            | 1 055 797                      | 3,2 / 100,0                    | 3,0                            | 3 / 87    | 2       |                    |
| 1999 | 13.º                           | 548 987                        | 1,8 / 100,0                    | 1,4                            | 2 / 87    | 1       |                    |
| 2004 | 7.º                            | 803 356                        | 2,5 / 100,0                    | 0,7                            | 2 / 78    | Estável |                    |
| 2009 | Esquerda e Liberdade           | Esquerda e Liberdade           | Esquerda e Liberdade           | Esquerda e Liberdade           | 0 / 72    | 2       |                    |
| 2014 | Itália Verde - Verdes Europeus | Itália Verde - Verdes Europeus | Itália Verde - Verdes Europeus | Itália Verde - Verdes Europeus | 0 / 73    | Estável |                    |
| 2019 | 7.º                            | 621 492                        | 2,3 / 100,0                    |                                | 0 / 73    | Estável |                    |
| 2024 | Aliança Verde-Esquerda         | Aliança Verde-Esquerda         | Aliança Verde-Esquerda         | Aliança Verde-Esquerda         | 4 / 76    | 4       |                    |